# Интегральный закон регулирования
Интегральный закон регулирования (И) — в автоматике — закон при котором управляющий сигнал, который производится автоматическим регулятором, равен интегралу от рассогласования по времени:
U = {\displaystyle K_{2}\int {\varepsilon \,}dt},
Интегральный закон регулирования реализуется астатическим или И-регулятором с параметром настройки {\displaystyle K_{2}}.
Скорость движения регулирующего органа для данного закона пропорциональна величины рассогласования.